# ベクトル波
ベクトル波（ベクトルは）とは、波を振幅の形により分類したものの一つであり、振幅が2次元で変化するものである。振幅が1次元でしか変化しないスカラー波と対比される。ベクトル波の例として、電磁波（光波）や新体操で使われるリボンが挙げられる。ベクトル波には様々な形のものが存在し、波形が同じ波でも、左回りと右回りの2種類の偏光が存在するのが特徴である。光波をベクトル波として取り扱うことにより、異方性のある結晶などの媒質中における光の挙動について論じられるようになる。また、地震波もベクトル波の一種であり、その挙動はスローネスの変化率を用いて感度カーネルを算出することで記述することができる。